# Верхнеяхшеевское сельское поселение
Верхнеяхше́евское се́льское поселе́ние — муниципальное образование в Актанышском районе Татарстана Российской Федерации.
Административный центр — село Верхнее Яхшеево.

## История
Статус и границы сельского поселения установлены Законом Республики Татарстан от 31 января 2005 года № 13-ЗРТ «Об установлении границ территорий и статусе муниципального образования "Актанышский муниципальный район" и муниципальных образований в его составе».

## Население
| 2010 | 2011 | 2012 | 2013 | 2014 | 2015 | 2016 |
| ---- | ---- | ---- | ---- | ---- | ---- | ---- |
| 594  | ↘593 | ↘591 | ↘581 | ↘564 | ↘560 | ↘527 |
| 2017 | 2018 | 2019 | 2020 |      |      |      |
| ↘510 | ↘496 | ↘479 | ↘475 |      |      |      |

## Состав сельского поселения
| № | Населённый пункт | Тип населённого пункта       | Население |
| - | ---------------- | ---------------------------- | --------- |
| 1 | Верхнее Яхшеево  | село, административный центр |           |
| 2 | Нижнее Яхшеево   | деревня                      |           |
| 3 | Табанлы Куль     | деревня                      |           |
| 4 | Такмаково        | деревня                      |           |